# 屍頭蠻
屍頭蠻或尸頭蠻是中国古籍記載的東南亞妖怪，在夜裡頭會飛離身體去覓食的女性，類似飛頭蠻。

## 概要
《瀛涯胜览》记载屍頭蠻眼睛没有瞳孔和人不同，会在晚上睡觉时头飞去吃别人家小孩大便，然后他们小孩会因为肚子被侵入妖气而死。《星槎胜览》则记载飞头者如果脖子被封锁，头离开身体回不去会死。
在東南亞各地有名稱各異，但在夜裡頭會飛離身體去覓食的女性，例如：馬來西亞、新加坡、汶萊等地有Penanggal，菲律賓有Manananggal，印尼有Penanggalan、Leyak、Kuyang，泰國有Krasue，寮國有Kasu，柬埔寨有Ahp，越南有Malai等等。

## 参見
- 轆轤首
- 庞南加兰
- 飛頭
- 飞颅妖